# Долежал, Саня
Саня Долежал (хорв. Sanja Doležal, род. 9 мая 1963, Загреб) — хорватская певица и телеведущая.
Она наиболее известна как участница поп-группы «Novi fosili» между 1984 и началом 1990-х годов, на пике популярности группы.
После окончания певческой карьеры Долежал участвовала в нескольких телепередачах, пока в 2004 не стала ведущей собственного ежедневного ток-шоу под названием Sanja на частном телеканале RTL Televizija. Она вела это телешоу с мая 2004 года до лета 2006 года, пока оно не было снято с эфира. В этом шоу обсуждались различные вопросы повседневной жизни, в качестве гостей в нём фигурировали как знаменитости, так и обычные люди.
В конце 2010 года она появилась в шоу «Ples sa zvijezdama», хорватской версии «Танцев со звездами» на HRT 1.

## Биография
Родилась 9 мая 1963 года в Загребе в семье музыканта. В детстве она появлялась в рекламных роликах для Medolino и Frutolino, марок детского питания хорватской компании Podravra. Изучала социологию на факультете гуманитарных и социальных наук Загребского университета.
В 1981 году она стала участницей загребской поп-рок-группы «Prva ljubav», первой подростковой группы бывшей Югославии. С этой группой она записала альбомы Privatno (1981) и Kad ostanemo sami (1982).
В 1984 году она присоединилась к поп-группе «Novi fosili», для того чтобы заменить их первую вокалистку Джюрджицу Барлович. Долежал пела в группе до 1991 года, и ненадолго вернулась туда в 2005 году. С Долежал группа выпустила семь альбомов и стала одним из самых популярных поп-коллективов в Югославии, продавая сотни тысяч записей и регулярно выступая с аншлагами. Во время своего расцвета группа представляла Югославию на Евровидении 1987 года с песней Ja sam za ples (Я хочу танцевать) и заняла четвёртое место с 92 очками.
После ухода из группы в 1991 году она записала три сольных альбома, которые имели гораздо меньший успех. В начале 2000-х годов она завершила карьеру певицы. Затем она играла роль журналиста-знаменитости в музыкальном и комедийном шоу Jel' me netko tražio на HRT. Она вела собственное ток-шоу Sanja на RTL с 2004 по 2006 год. В настоящее время она является одной из ведущих утренней программы Хорватского Радиотелевидения Dobro jutro, Hrvatska (Доброе утро, Хорватия).

## Личная жизнь
Долежал была жената на Ненаде Шариче, бывшем барабанщике «Novi fosili», который умер в 2012 году. У них родилось двое детей: сын Лука и дочь Леа.

## Дискография
- Non stop ples (1993)
- Kao u snu (1994)
- Plavuša (2000)

## Фильмография
| Год  | Название                        | Роль         | Примечания        |
| ---- | ------------------------------- | ------------ | ----------------- |
| 1998 | Принц Египта                    | Королева Туя | хорватский дубляж |
| 2004 | Bore Lee: Čuvaj se sinjske ruke | камео        |                   |
| 2006 | Nad lipom 35                    | камео        | телесериал        |
| 2011 | Lea i Darija                    | Нина Селак   |                   |